# Kenneth Bryan Raper
Kenneth Bryan Raper (* 11. Juli 1908 in Welcome (North Carolina), USA; † 15. Januar 1987) war ein Mykologe, Mikrobiologe und Botaniker. Sein offizielles botanisches Autorenkürzel lautet „Raper“.
Er trug wesentlich zur Entwicklung medizinischer und industrieller Anwendungen der Schimmelpilzgattungen Aspergillus und Penicillium bei. Er entdeckte auch den Schleimpilz Dictyostelium discoideum.

## Leben und Wirken
Er studierte an der University of North Carolina, George Washington University und Harvard University. Seine Karriere als Mykologe begann er im United States Department of Agriculture im Bureau of Chemistry and Soils, von 1929 bis 1936. Danach wechselte er innerhalb des USDA in das Bureau of Plant Industry (bis 1940). Dort begann er eine Kollaboration mit Charles Thom, mit dem er A Manual of the Aspergilli (1945) und A Manual of the Penicillia (1949) veröffentlichte.
Raper arbeitete von 1940 bis 1953 im Northern Regional Research Laboratory des USDA in Peoria. Dort wurde er bereits 1940 von den britischen Penicillin-Forschern Howard Florey und Norman Heatley angesprochen, um bei der Gewinnung von Penicillin zu helfen, damals hauptsächlich zur Behandlung der alliierten Soldaten des Zweiten Weltkriegs. Basierend auf einen Penicillium-Stamm von Alexander Fleming erhöhten er und sein Team kontinuierlich Ausbeute und Reinheit und legten so die Grundlage für die industrielle Produktion moderner Antibiotika.
Nach einer Professur an der University of Illinois von 1946 bis 1953 wurde Raper Professor für Bakteriologie und Botanik an der University of Wisconsin. 1965 publizierte er zusammen mit Dorothy Fennell The Genus Aspergillus. Seit 1966 konzentrierte er seine Arbeit auf Dictyosteliaceae, was zur Publikationen The Dictyostelids (1984) führte.

## Mitgliedschaften
- Vorsitzender des Executive Committee of the International Botanical Congress XI (1969)
- Vorsitzender von vier General Assemblies of the International Union of Biological Sciences
- Verwalter der American Type Culture Collection (1948–1962)
- Mitglied des Executive Committee of the National Research Council (1956–1961)
- Mitglied der National Academy of Sciences (1949)
- Mitglied der American Academy of Arts and Sciences (1949)
- Mitglied der American Philosophical Society (1958)

## Auszeichnungen
- USDA Distinguished Service Award (1947)
- erster Empfänger des Charles Thom Award der Society of Industrial Microbiology (1967)
- Distinguished Mycologist Award der Mycological Society of America (1981)